# Euphaedra (Euphaedrana) sarita
Euphaedra (Euphaedrana) sarita es una especie de  Lepidoptera, de la familia Nymphalidae,  subfamilia Limenitidinae, tribu Adoliadini, pertenece al género Euphaedra, subgénero (Euphaedrana).

## Subespecies
- Euphaedra (Euphaedrana) sarita sarita
- Euphaedra (Euphaedrana) sarita lulua (Hecq, 1983)
- Euphaedra (Euphaedrana) sarita abyssinica (Rothschild, 1902)

## Localización
Esta especie y las subespecies de Lepidoptera se encuentran distribuidas en Etiopía, Zaire y Nigeria (África). 